# Erckartswiller
Ne pas confondre avec Eckartswiller, commune du canton de Saverne
Erckartswiller est une commune française située dans la circonscription administrative du Bas-Rhin et, depuis le 1er janvier 2021, dans le territoire de la Collectivité européenne d'Alsace, en région Grand Est.
Cette commune se trouve dans la région historique et culturelle d'Alsace et fait partie du parc naturel régional des Vosges du Nord.

## Géographie

### Localisation
Le village est situé dans le massif des Vosges du nord à 13 km d'Ingwiller, ville la plus proche et à 22 km de Saverne, chef lieu de l'arrondissement dont fait partie la commune. L'Eurométropole de Strasbourg se situe à 58 km à l'est.

### Communes limitrophes
| Zittersheim      | Wingen-sur-Moder | Wimmenau  |
|                  | Erckartswiller   | Sparsbach |
| La Petite-Pierre |                  |           |

### Sismicité
Commune située dans une zone 3 de sismicité modérée.

### Géologie et relief
La commune se compose de 51,35 hectares de territoires artificialisés (4,85 %), 94,86 hectares de territoires agricoles (8,97 %) et 912,18 hectares de forêts et milieux semi-naturels (86,22 %).
Espaces naturels :
- Huit espaces protégés hors Natura 2000 :

Moosbaechel,
Oberschmittfeld,
Moosbaechel  - parcelle en maitrise d'usage,
Oberschmittfeld  - parcelle en maitrise d'usage,
Réserve de Biosphère, zone centrale,
Réserve de Biosphère, zone tampon,
Réserve de Biosphère, zone de transition,
Parc naturel régional.
- Un espace protégé hors Natura 2000 :

La Moder et ses affluents.
- Deux zones naturelles d'intérêt écologique, faunistique et floristique (Znieff) :

Forêt du Moosthal de Wimmenau à Erckarstwiller,
Cours amont de la Moder et de ses affluents.

### Hydrographie et les eaux souterraines
Hydrogéologie et climatologie
Système d’information pour la gestion des eaux souterraines du bassin Rhin-Meuse]
Territoire communal : Occupation du sol (Corinne Land Cover); Cours d'eau (BD Carthage),
Géologie : Carte géologique; Coupes géologiques et techniques,
Hydrogéologie : Masses d'eau souterraine; BD Lisa; Cartes piézométriques.

#### Réseau hydrographique
La commune est dans le bassin versant du Rhin au sein du bassin Rhin-Meuse. Elle est drainée par le ruisseau le Mittelbach et le ruisseau le Moosbaechel,.
Le Mittelbach, d'une longueur de 12 km, prend sa source dans la commune  et se jette  dans la Moder à Ingwiller, après avoir traversé trois communes. 

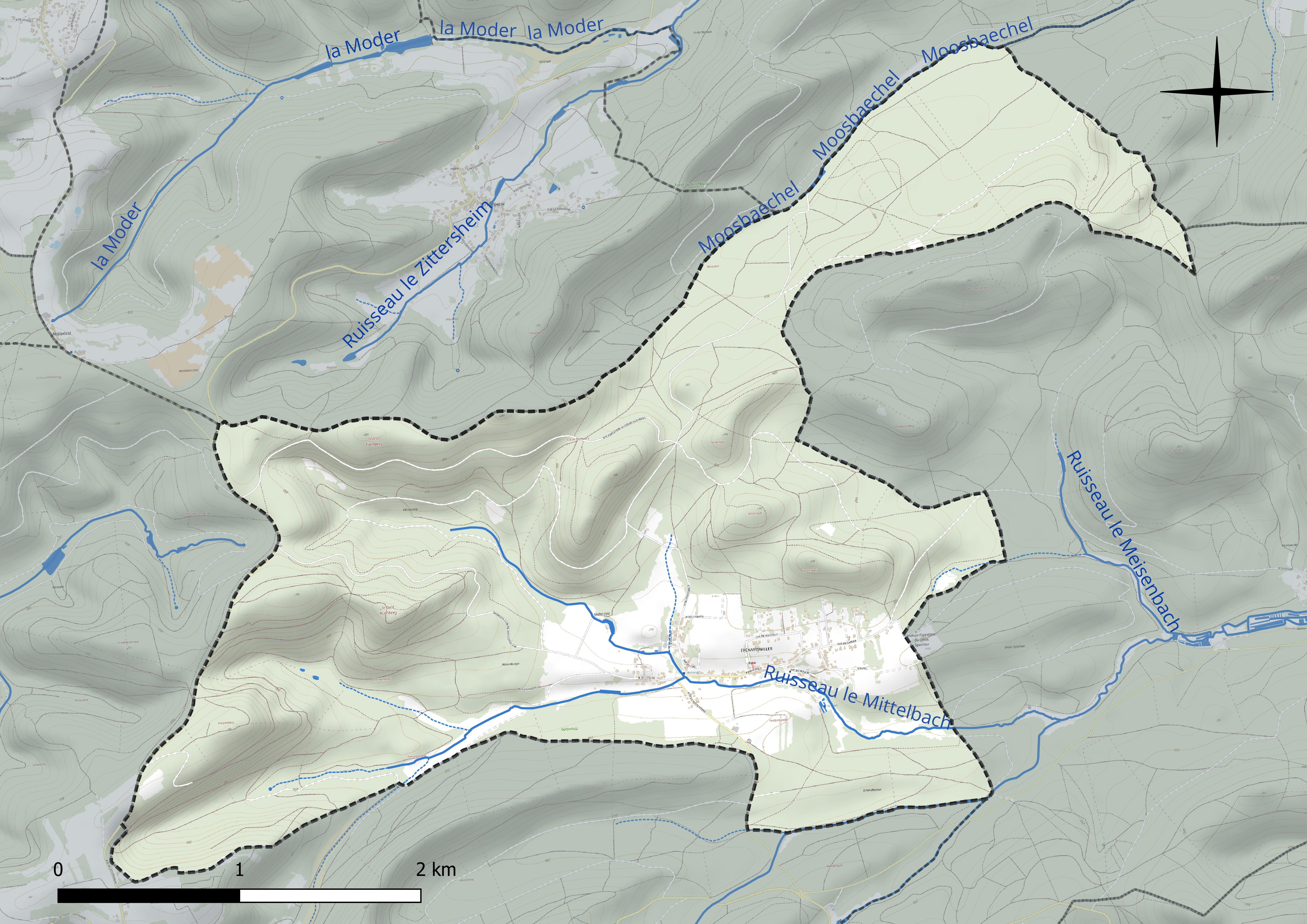
Réseau hydrographique d'Erckartswiller.

#### Gestion et qualité des eaux
Le territoire communal est couvert par le schéma d'aménagement et de gestion des eaux (SAGE) « Moder ». Ce document de planification concerne le bassin versant de la Moder dont le territoire s'étend sur 1 720 km2. Le périmètre a été arrêté le 25 janvier 2006. La commission locale de l'eau a été créée le 12 juillet 2007, puis modifiée le 14 décembre 2021. La structure porteuse de l'élaboration et de la mise en œuvre est le Syndicat des eaux et de l’assainissement Alsace-Moselle (SDEA). 
La qualité des cours d’eau peut être consultée sur un site dédié géré par les agences de l’eau et l’Agence française pour la biodiversité. 

### Voies de communications et transports

#### Voies de communication
La commune est traversée par la route D 813 qui débute dans le village et la relie à la D 7 et D 113 toutes deux situées à 1,5 km du village.

#### Transports en commun

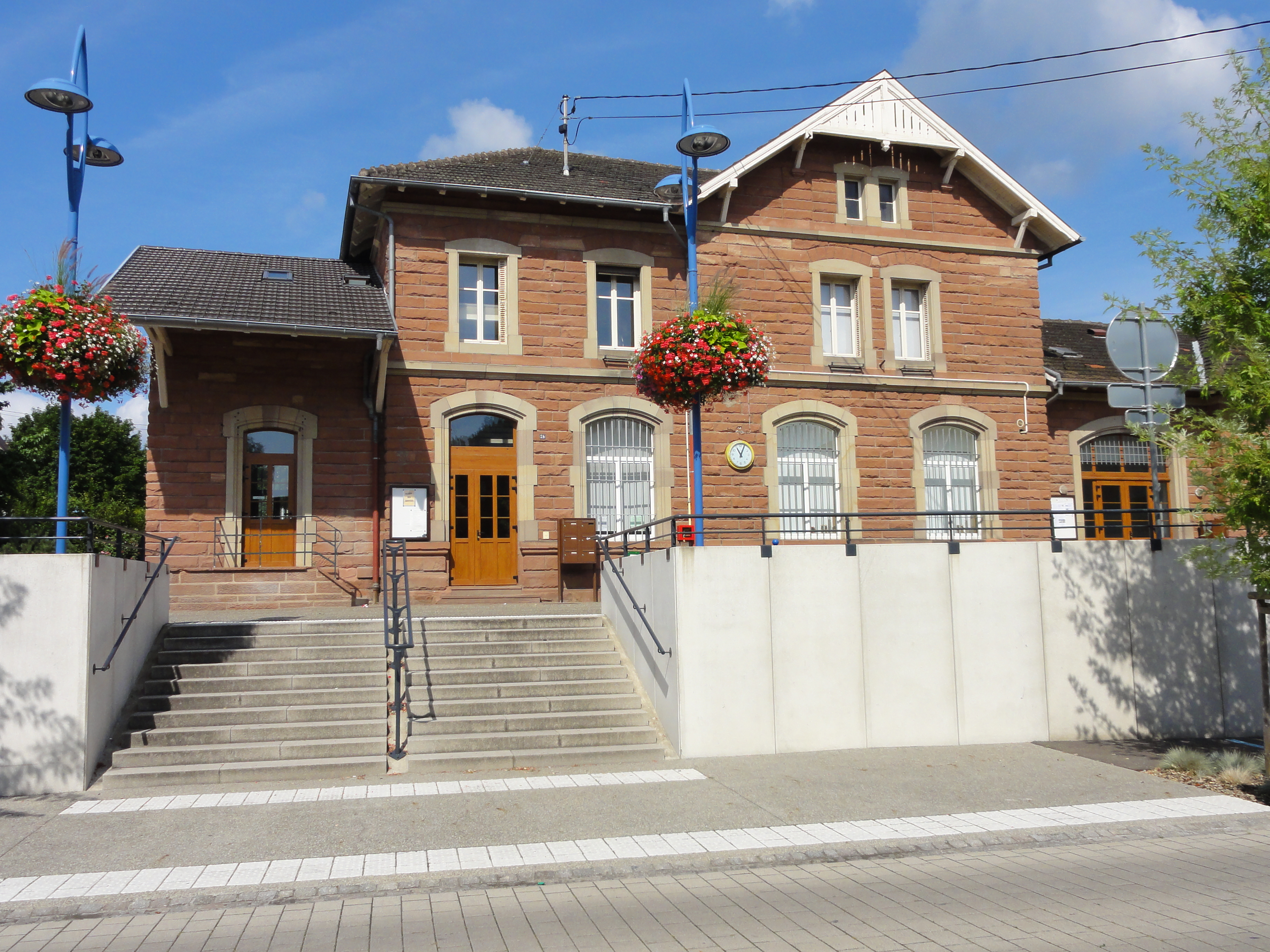
La Gare d'Ingwiller.

##### Lignes SNCF
La gare ferroviaire la plus proche est située à Ingwiller (13 km). La gare d'Ingwiller est desservie par les trains TER Grand Est qui permettent de rejoindre Strasbourg en 30 minutes ainsi que Sarreguemines en moins de 50 minutes.

### Climat
Pour des articles plus généraux, voir Climat du Grand Est et Climat du Bas-Rhin.
En 2010, le climat de la commune est de type climat des marges montargnardes, selon une étude du Centre national de la recherche scientifique s'appuyant sur une série de données couvrant la période 1971-2000. En 2020, Météo-France publie une typologie des climats de la France métropolitaine dans laquelle la commune est exposée à un climat semi-continental et est dans la région climatique  Vosges, caractérisée par une pluviométrie très élevée (1 500 à 2 000 mm/an) en toutes saisons et un hiver rude (moins de 1 °C).
Pour la période 1971-2000, la température annuelle moyenne est de 10 °C, avec une amplitude thermique annuelle de 17,5 °C. Le cumul annuel moyen de précipitations est de 907 mm, avec 11,8 jours de précipitations en janvier et 10,2 jours en juillet. Pour la période 1991-2020, la température moyenne annuelle observée sur la station météorologique de Météo-France la plus proche, « Uhrwiller_sapc », sur la commune de Uhrwiller à 15 km à vol d'oiseau, est de 10,9 °C et le cumul annuel moyen de précipitations est de 740,0 mm. 
La température maximale relevée sur cette station est de 38,7 °C, atteinte le 7 août 2015 ; la température minimale est de −18 °C, atteinte le 20 décembre 2009,,.
Les paramètres climatiques de la commune ont été estimés pour le milieu du siècle (2041-2070) selon différents scénarios d'émission de gaz à effet de serre à partir des nouvelles projections climatiques de référence DRIAS-2020. Ils sont consultables sur un site dédié publié par Météo-France en novembre 2022.

## Urbanisme

### Typologie
Au 1er janvier 2024, Erckartswiller est catégorisée commune rurale à habitat dispersé, selon la nouvelle grille communale de densité à sept niveaux définie par l'Insee en 2022.
Elle est située hors unité urbaine et hors attraction des villes,.

### Occupation des sols
L'occupation des sols de la commune, telle qu'elle ressort de la base de données européenne d’occupation biophysique des sols Corine Land Cover (CLC), est marquée par l'importance des forêts et milieux semi-naturels (86,1 % en 2018), une proportion sensiblement équivalente à celle de 1990 (85,7 %). La répartition détaillée en 2018 est la suivante : 
forêts (86,1 %), prairies (5,7 %), zones urbanisées (4,9 %), zones agricoles hétérogènes (3,3 %). L'évolution de l’occupation des sols de la commune et de ses infrastructures peut être observée sur les différentes représentations cartographiques du territoire : la carte de Cassini (XVIIIe siècle), la carte d'état-major (1820-1866) et les cartes ou photos aériennes de l'IGN pour la période actuelle (1950 à aujourd'hui).

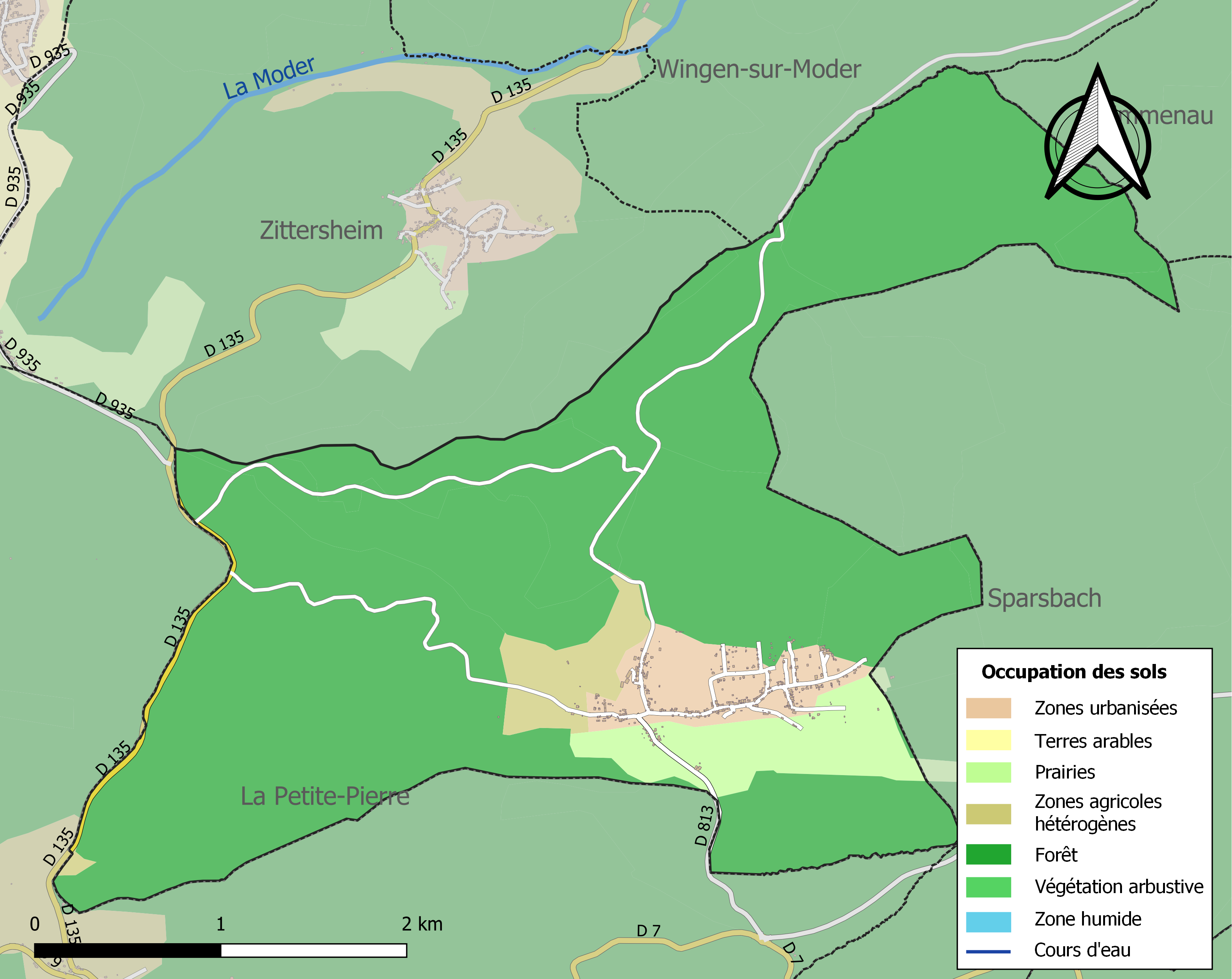
Carte des infrastructures et de l'occupation des sols de la commune en 2018 (CLC).

### Intercommunalité
Commune membre de la Communauté de communes de Hanau-La Petite Pierre.

## Histoire
En 1176, l'empereur romain germanique fit don de la grange monastique d'Ekengeriswilre à l'abbaye de Neubourg dans la ville voisine de Dauendorf. Le fief d'Erkartswyler fut vendu par la famille Burn au seigneur de Lichtenberg en 1345. Après la fin de la seigneurie de Lichtenberg, le village est transféré au seigneur d'Oberbronn en 1480 et au comte de Linange en 1541. Comme plusieurs villes des environs, de nombreux habitants sont partis pendant la guerre de Trente Ans et le village était inhabitée de 1649 à 1651.
Pendant la guerre franco-prussienne, une brigade de l'armée française en retraite traverse la commune le 7 août 1870. Elle se mobilise rapidement pour combattre l'ennemi apparemment en position dans le village ce qui s'avère finalement être une fausse alerte.
En 1913, un projet prévoyait la création d'une ligne de chemin de fer à voie étroite (ligne d'Ingwiller à La Petite Pierre) passant par le village. Elle devait relier Ingwiller à La Petite Pierre en passant par Weinbourg, Sparsbach et Erckartswiller. La Première Guerre Mondiale stoppa cependant le projet qui sera finalement définitivement enterré dans les années 1930.

## Politique et administration
| Période                                  | Période                   | Identité                                 | Étiquette | Qualité                                |
| ---------------------------------------- | ------------------------- | ---------------------------------------- | --------- | -------------------------------------- |
| Les données manquantes sont à compléter. |                           |                                          |           |                                        |
| avant 1995                               | 2014                      | Jean-Pierre Holtzscherer                 |           |                                        |
| 2014                                     | En cours (au 31 mai 2020) | Jean Adam Réélu pour le mandat 2020-2026 |           | Président de la communauté de communes |

### Budget et fiscalité 2023
En 2023, le budget de la commune était constitué ainsi :
- total des produits de fonctionnement : 164 000 €, soit 537 € par habitant ;
- total des charges de fonctionnement : 121 000 €, soit 397 € par habitant ;
- total des ressources d'investissement : 164 000 €, soit 537 € par habitant ;
- total des emplois d'investissement : 56 000 €, soit 185 € par habitant ;
- endettement : 76 000 €, soit 248 € par habitant.

Avec les taux de fiscalité suivants :
- taxe d'habitation : 8,64 % ;
- taxe foncière sur les propriétés bâties : 27,77 % ;
- taxe foncière sur les propriétés non bâties : 106,79 % ;
- taxe additionnelle à la taxe foncière sur les propriétés non bâties : 0,00 % ;
- cotisation foncière des entreprises : 0,00 %.

### Revenus de la population et fiscalité
Le revenu médian annuel du village est d'environ 21 996 € et supérieur à celui du pays (19 785€). À Erckartswiller, 31,3 % de foyers ne sont pas imposables.
Chiffres clés Revenus et pauvreté des ménages en 2021 : médiane en 2021 du revenu disponible, par unité de consommation : 25 390 €.

## Population et société

### Démographie
L'évolution du nombre d'habitants est connue à travers les recensements de la population effectués dans la commune depuis 1793. Pour les communes de moins de 10 000 habitants, une enquête de recensement portant sur toute la population est réalisée tous les cinq ans, les populations de référence des années intermédiaires étant quant à elles estimées par interpolation ou extrapolation. Pour la commune, le premier recensement exhaustif entrant dans le cadre du nouveau dispositif a été réalisé en 2005.

En 2022, la commune comptait 289 habitants, en évolution de −4,62 % par rapport à 2016 (Bas-Rhin : +3,17 %, France hors Mayotte : +2,11 %).
| 1793 | 1800 | 1806 | 1821 | 1831 | 1836 | 1841 | 1846 | 1851 |
| ---- | ---- | ---- | ---- | ---- | ---- | ---- | ---- | ---- |
| 608  | 235  | 254  | 338  | 356  | 327  | 330  | 356  | 387  |

| 1856 | 1861 | 1866 | 1871 | 1875 | 1880 | 1885 | 1890 | 1895 |
| ---- | ---- | ---- | ---- | ---- | ---- | ---- | ---- | ---- |
| 395  | 380  | 375  | 376  | 368  | 382  | 357  | 337  | 345  |

| 1900 | 1905 | 1910 | 1921 | 1926 | 1931 | 1936 | 1946 | 1954 |
| ---- | ---- | ---- | ---- | ---- | ---- | ---- | ---- | ---- |
| 317  | 327  | 318  | 290  | 283  | 270  | 261  | 250  | 222  |

| 1962 | 1968 | 1975 | 1982 | 1990 | 1999 | 2005 | 2006 | 2010 |
| ---- | ---- | ---- | ---- | ---- | ---- | ---- | ---- | ---- |
| 200  | 207  | 209  | 214  | 207  | 212  | 238  | 242  | 297  |

| 2015 | 2020 | 2022 | - | - | - | - | - | - |
| ---- | ---- | ---- | - | - | - | - | - | - |
| 305  | 299  | 289  | - | - | - | - | - | - |

### Enseignement
On trouve plusieurs établissements d'enseignements à proximité : notamment des écoles maternelles et primaires à Wingen-sur-Moder, La Petite-Pierre, Weiterswiller, Rosteig et Petersbach. Des collèges à Wingen-sur-Moder, Ingwiller, Bouxwiller, Drulingen et Lemberg mais aussi des Lycées à Bouxwiller, Phalsbourg et Saverne.

### Santé
Plusieurs professionnels et établissements de santé se trouvent à proximité de la commune notamment à La Petite Pierre et Wingen-sur-Moder. Des hôpitaux se trouvent à Ingwiller (13 km), Phalsbourg (21 km) et Saverne (25 km).

### Cultes
La commune fait partie de la communauté de paroisses du Bastberg et du Pays de La Petite Pierre et dépend du diocèse de Strasbourg.

## Économie

### Entreprises et commerces

#### Agriculture-élevage-Aquaculture
On retrouve notamment de la culture de céréales, de légumineuses et de graines oléagineuses, de l'élevage de bovins et d'autres animaux.

#### Tourisme
La commune dispose de plusieurs gîtes. Des hôtels se trouvent également dans la commune voisine de La Petite Pierre.

### Emploi
En 2017, la commune compte 7 % de chômeurs soit moins que le taux national. La part de la population active s'élève à 67 %. De plus, 85 % de la population travaille hors de la commune, contre 95 % en 2007.

#### Entreprises et commerces
- Commerces et services de proximité[51].
- En 2015, la commune comptait 26 entreprises dont 73 % sont sans salariés. La part des entreprises ayant entre 1 et 9 salarié est de 23 % et celle de 10 salariés et plus est de 4 %[49].

Au 31 décembre 2018, la commune compte 21 entreprises réparties dans 7 secteurs d'activités :
| Secteur d'activité                                     | Nombre |
| ------------------------------------------------------ | ------ |
| Industrie manufacturière, industries extractives, etc. | 1      |
| Construction                                           | 5      |
| Commerce, transport, hôtellerie restauration           | 6      |
| Finances                                               | 1      |
| Services administratifs et activités spécialisées      | 2      |
| Administrations publiques, santé, etc.                 | 4      |
| Autre                                                  | 2      |

## Culture locale et patrimoine

### Lieux et monuments
- Le village comporte essentiellement un monument notable : l'église protestante ou chapelle Sainte-Apollonie d'Erckartswiller, inventoriée au patrimoine culturel[52]. L'édifice est mentionné pour la première fois en 1454.

Le plan de l'église est rectangulaire avec une porte latérale avec un petit clocher dominant la toiture. La façade renferme un chœur gothique carré et possède une structure en colombage. La tribune de l'église est portée par une poutre datant de 1667.
Le mobilier de la chapelle Sainte-Apollonie.
* Chaire à prêcher datée de 1613.
* Aiguière de communion.
* Boîte à hosties protestante.
* Cloche de 1724.
* Calice protestant daté de 1796.
La petite église est entourée d'un cimetière vraisemblablement entouré d'un ancien mur fortifié bien qu'aucun texte ne le mentionne. En effet, ce dernier est composé à certains endroits de pierres à bosse caractéristiques des fortifications du Moyen Âge.
- Le monument aux morts. Conflits commémorés : Guerres 1914-1918 - 1939-1945[63].

- On trouve également à proximité du village des restes de voies romaines ainsi que les vestiges d'un temple romain appelé à tort « château » du Meisenbach. Des fouilles archéologiques ont permis de situer la construction au début du IIe siècle apr. J.-C. Le site a vraisemblablement été abandonné dès le IVe siècle à la suite des invasions des Alamans[64],[65],[66].

- Patrimoine architectural rural :

Maisons et fermes,,,,,,,.
Un moulin pouvant dater du  XVIIIe siècle était présent au bord du ruisseau Mittelbach. Il a cessé de fonctionner en 1930 comme beaucoup d'autres moulins à la suite de l'industrialisation de la région.
Lavoir rue Principale 18e siècle (?).

### Galerie

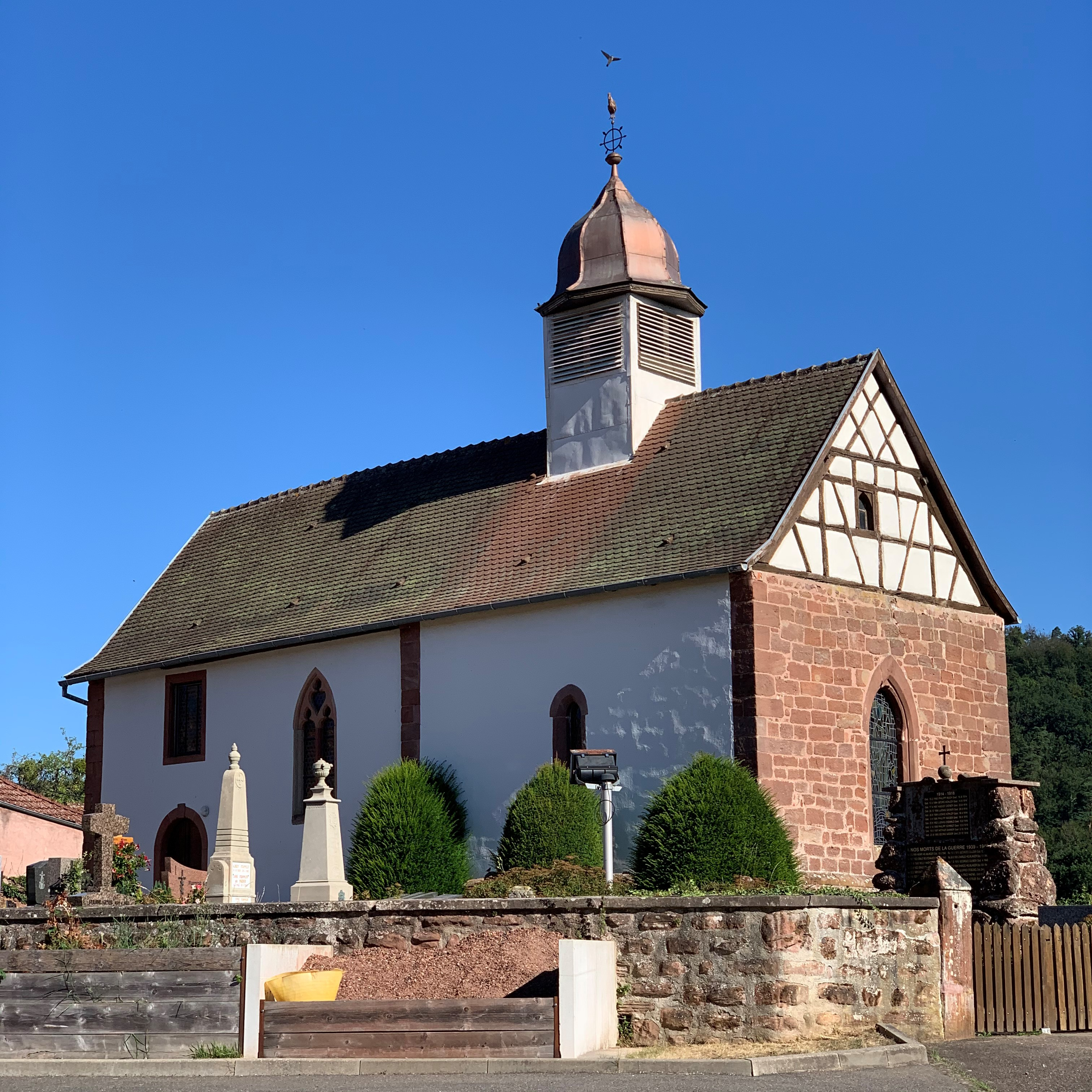
La chapelle Sainte-Apollonie.
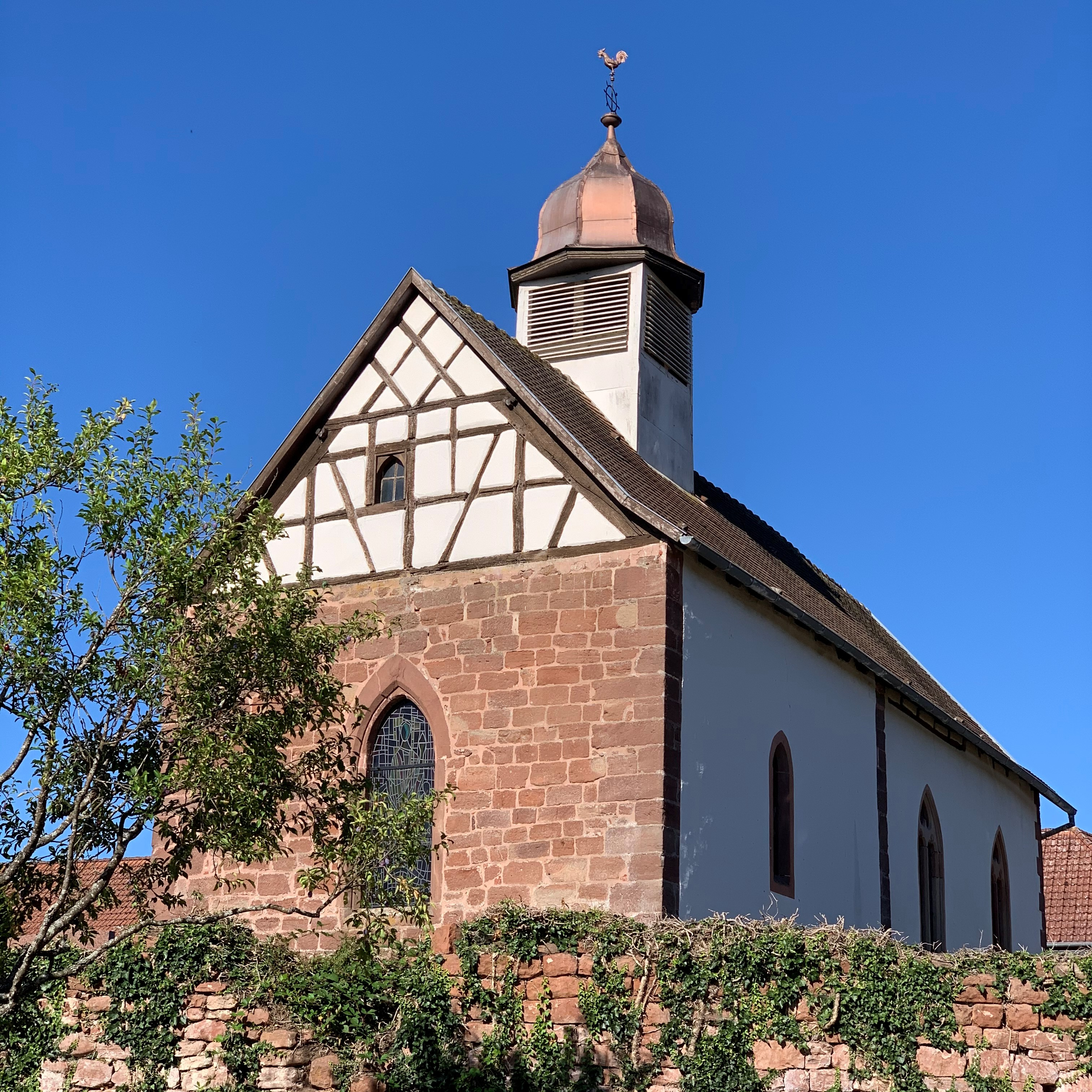
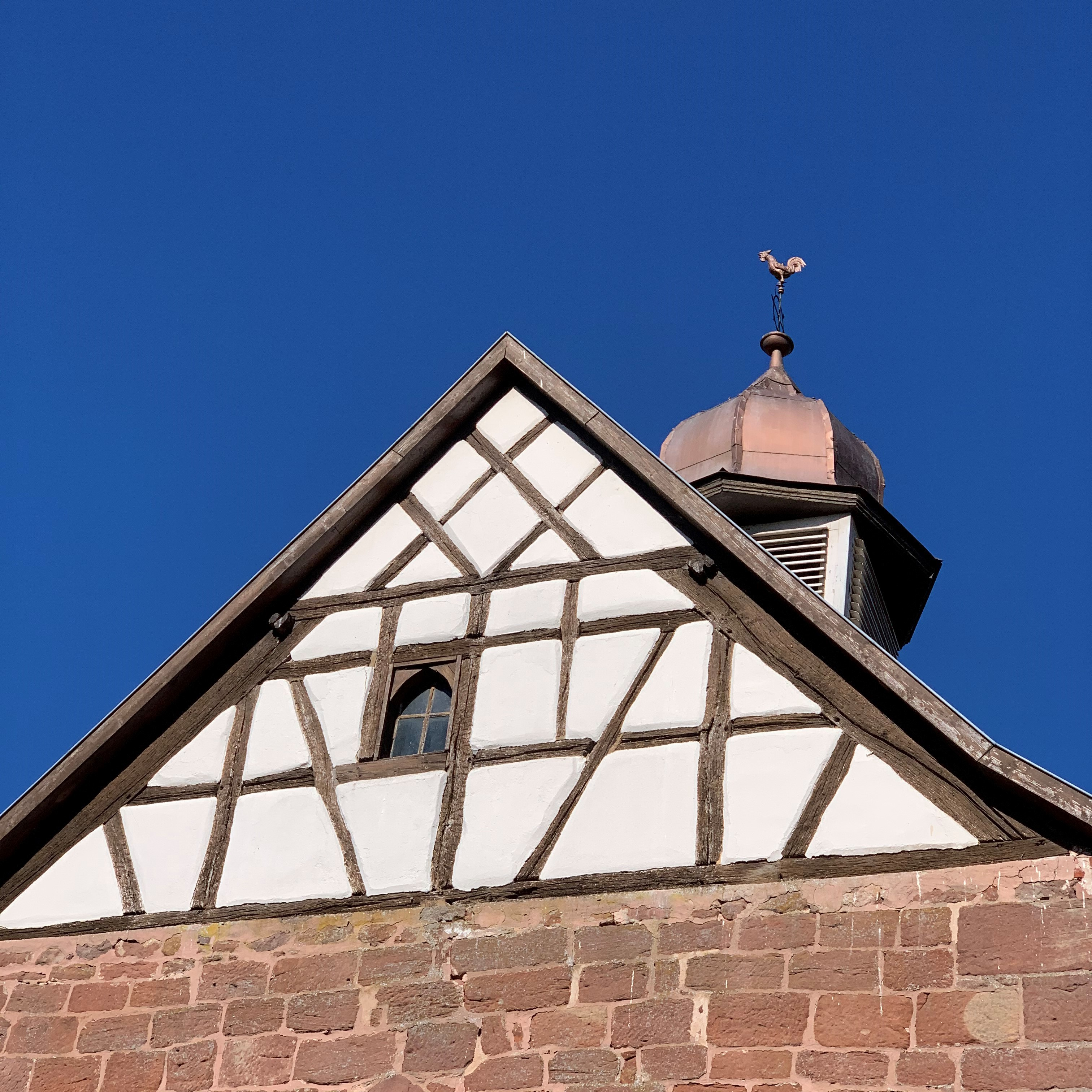
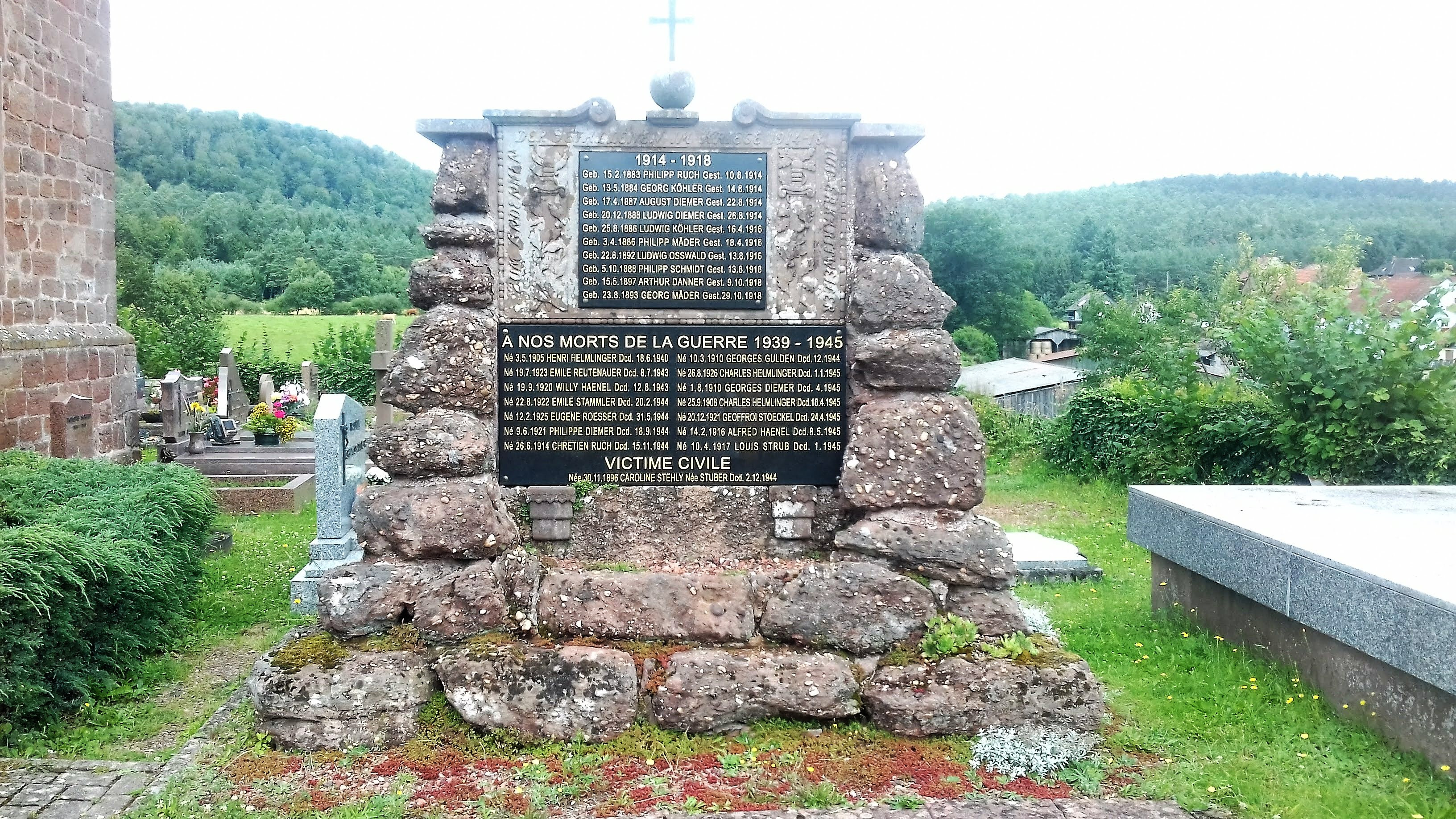
Le monument aux morts.

### Héraldique
| Blason de Erckartswiller | Blason  | De gueules au croissant versé d'argent accompagné de trois étoiles d'or. |
| Blason de Erckartswiller | Détails |                                                                          |